# Portofel

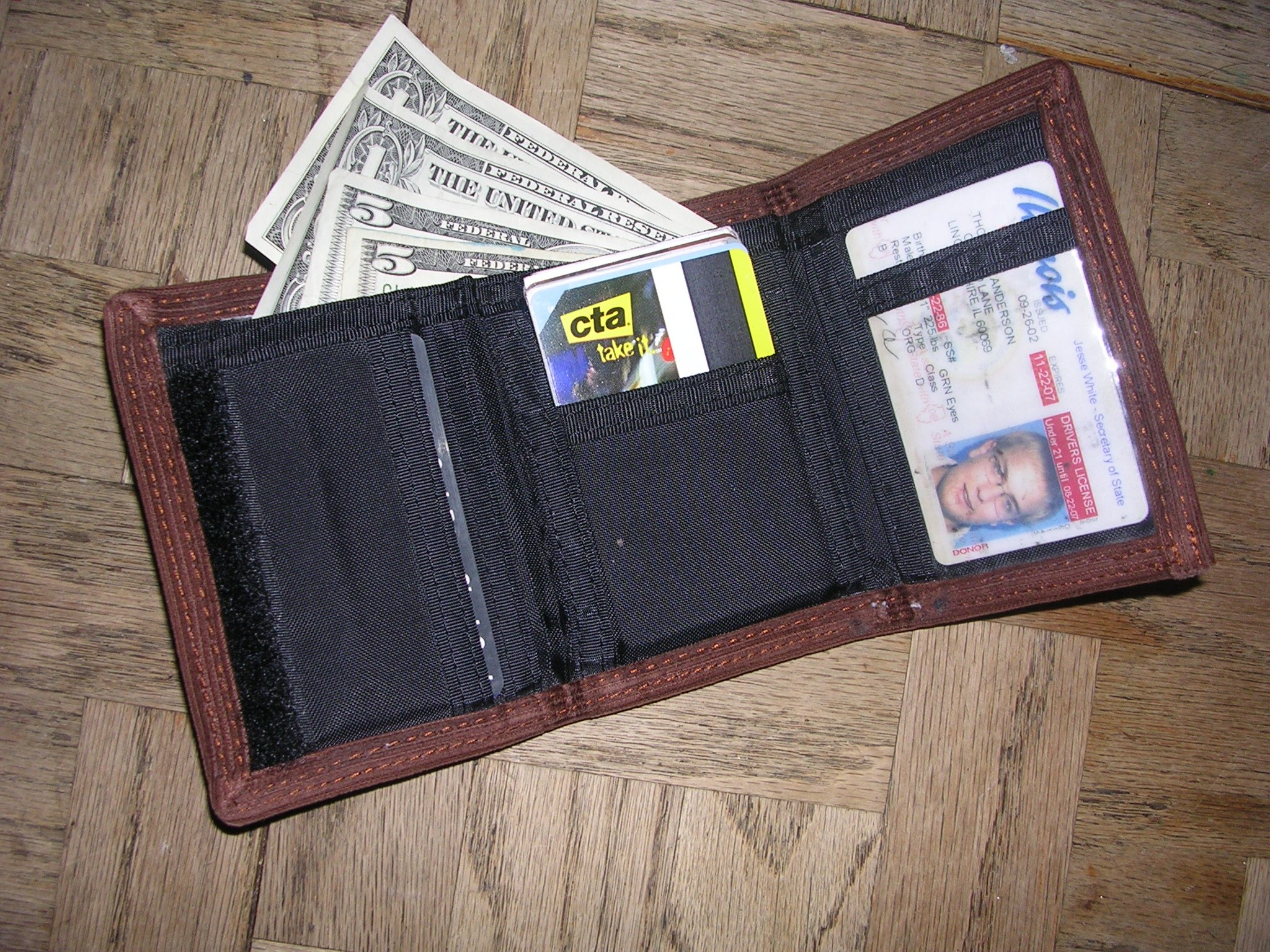
Portofel cu bancnote și acte

Un portofel este un obiect mic, plat, care poate fi folosit pentru a transporta obiecte personale cum ar fi numerar, carduri de credit, documente de identitate (permis auto, carduri de club,fotografii, treceri de tranzit, carduri cadou și alte documente sau cartele laminate. Portofelele sunt în general confecționate din piele sau țesături și de obicei sunt de dimensiuni mici, dar nu întotdeauna pliabile.